# 상처투성이의 러브송
《상처투성이의 러브송》(傷だらけのラブソング)은 2001년 10월 9일부터 12월 18일까지 방송된 후지 TV 화요일 드라마다.

## 개요
- 분류 : 후지 TV 화요 10시
- 장르 : 드라마
- 본방송국 : KTV
- 방송기간 : 2001.10.09 ~ 2001.12.18
- 방송시간 : 화요일 22:00-22:54
- 방송편수 : 11부작

## 캐스팅
요시무라 코스케(吉村浩輔)다카하시 가츠노리(高橋克典)
36세. 원래는 락밴드의 멤버였다가 프로듀서로 전업해서 성공한 전 인기 프로듀서. 하지만 슬럼프에 빠지고 초조해 한 나머지 타인의 곡을 자신의 곡으로 발표. 그것이 세간에 알려지자 음반업계에서 추방당한다 그 뒤로 일자리를 전전하다 지금의 체인 라면집의 점장을 하게 되었다 당연 지금 일에 전혀 보람을 느끼지 못하는, 오로지 생활을 위해 일을 하고 있다 마음 한 켠에 이대로 인생을 끝내도 괜찮은걸까? 라고 생각할 때 우연히 시마사키 미라이와 만나고 그녀의 노래를 듣게 된다 그리고 오랫동안 묻어두었던 음악에 대한 열정과 프로듀서로서의 본능이 살아나기 시작한다
카와하라 유카(川原由佳)카토 아이(加藤あい)
20세. 코스케의 이복 여동생. 코스케 아버지의 정부가 어머니인데 미혼모로 유카를 낳았다 하지만 밝고 의지가 강한 아이. 어머니가 돌아가시고 유일한 친척인 코스케를 만나러 상경해 왔다 현재는 아르바이트를 하면서 음악 전문학교에 다니고 있다 꿈은 작곡가가 되는 것이고 꿈은 반드시 이루어진다가 신념이다 유카가 작곡가를 목표로 하게 계기는 어릴 적에 코스케가 활약하는 것을 텔레비전으로 보고 동경하게 되어서이다 그래서 지금의 코스케의 모습은 유카에게 다소 실망이었다 하지만 유일한 육친인 코스케에 대한 마음과 미라이의 등장으로 질투를 느끼게 된다
시마사키 미라이(島崎未來)나카시마 미카(中島美嘉)
18세. 어렸을 때 아버지와 헤어지고 호스테스인 홀어머니 밑에서 자랐다 하지만 커가면서 비행소녀의 길로 들어서게 되고 친구들사이에서도 표류하며 고독해 한다 음악을 좋아했던 아버지의 영향으로 어릴 적부터 혼자서 CD를 들으며 자랐기 때문에 음악을 듣고 있을 때가 유일한 마음의 안식처다 어느날 아버지를 생각하며 노래를 부르고 있던 중 우연히 코스케와 마주치고 그 노랫소리를 들은 코스케에게 가수로의 길을 권유받지만 처음엔 상대도 해주지 않았다...
카토 사와코(加藤佐和子)하타노 히로코(畑野浩子)
25세. 쿠도의 비서. 에자키의 애인이기도 하며 다양한 정보를 재빠르게 캐치한다 에자키와 사귀는 이유는 그가 단지 인기 프로듀서니까지 그 이상도 이하도 아니다
사카이 케이지(坂井圭司)이시하라 요시즈미(石原良純)
35세. 코스케의 오래된 친구. 일류대를 졸업한 엘리트 의사. 평범하지만 견실한 인생을 걷고 있다 코스케와 자주 다투기도 하지만 코스케의 가장 큰 후원자. 코스케가 아무런 희망없이 지내는 것을 보며 무언가 사는 보람을 찾아냈으면 좋겠다고 생각하고 있다
쿠도 야스유키(工藤康之)니시오카 토쿠마(西岡聰馬)
50세. 에자키가 소속되어있는 레코드사의 간부. 잘 나가는 프로듀서를 이용해 자신의 이익을 챙기는 사람이다 예전에 코스케와 같이 일하다 그의 도작 사건으로 한번 곤란을 겪은 적이 있어 코스케에게 안 좋은 감정을 갖고 있다
시마사키 아야(島崎 綾)카와시마 나오미(川島なお美)
38세. 미라이의 엄마. 미라이를 사랑하고 걱정하고 있지만 조금 왜곡된 애정으로 딸을 바라보고 있다 독립심이 없고 의지가 약하다 현재는 스낵바의 마마로 일하며 생활하고 있는데 성격이 밝고 미인이라 손님이 꾸준히 들어온다 처음에 코스케의 접근을 믿지 못하고 가수로의 길을 반대하지만 미라이의 진심을 보고 차차 인정하게 된다
에자키 마사히코(江崎正彦)카네코 켄(金子 賢)
30세. 인기 프로듀서. 과거 코스케 후배로 코스케가 사라진 뒤 그 뒤를 이어 현재 히트메이커로 불리고 있다 몇 년 전 코스케가 음악 업계에 있을 때 코스케를 동경하면서도 그 재능을 질투하고 있었다 음악적으로도 코스케의 영향을 받은 것이 컴플렉스. 5년동안 소식이 없던 코스케가 재능있는 신인을 발견했다는 이야기를 듣고 불안을 느낀 나머지 여러 가지 방법으로 데뷔를 방해한다

## 주제가
- STARS (by. 나카시마 미카)

| 후지 TV 화요드라마              | 후지 TV 화요드라마                            | 후지 TV 화요드라마                        |
| 이전 작품                       | 작품명                                        | 다음 작품                                 |
| ------------------------------- | --------------------------------------------- | ----------------------------------------- |
| 거짓사랑 (2001.7.3 - 2001.9.11) | 상처투성이의 러브 송 (2001.10.9 - 2001.12.18) | 사랑하는 톱 레이디 (2002.1.8 - 2002.3.19) |